# 中央广播电视总台民族语言节目中心
中央广播电视总台民族语言节目中心是中国国家媒体中央广播电视总台的一个下属机构，也是中央媒体中唯一的民族语言类单设机构，成立于2019年7月18日，主要负责中国少数民族语言节目的制作，下设14个处级部门和2个二级事业部。

## 机构设置
根据《关于成立中央广播电视总台民族语言节目中心的决定》等有关规定，总台民族语言节目中心设置下列机构：

### 二级事业部门
- 西藏民族语言中心
- 新疆民族语言中心

### 内设机构
- 综合部
- 统筹策划部
- 新闻编辑部
- 融媒体部
- 对外联络部
- 技术保障部
- 蒙古语节目部
- 藏语节目部
- 维吾尔语节目部
- 哈萨克语节目部
- 朝鲜语节目部
- 拉萨编辑部
- 藏语方言部
- 乌鲁木齐编辑部

## 主任
- 刘晓龙[2]（2020.1-）